# Arakawa (Tokio)
Arakawa (荒川区, Arakawa-ku) is een van de 23 speciale wijken van Tokio. De wijk is vernoemd naar de gelijknamige rivier. 

## Geografie
Arakawa ligt in het noorden van Tokio. De wijk is langgerekt en smal. De noordelijke grens wordt gevormd door de Sumida. Arakawa grenst aan Adachi, Kita, Bunkyo, Taito en Sumida.
De wijk telt 197.716 inwoners op een gebied van 10,20 vierkante kilometer.

## Zusterbanden
Arakawa is een zusterwijk van Donaustadt in Wenen, Oostenrijk en Corvallis in Oregon, Verenigde Staten.

## Districten
Arakawa is onderverdeeld in de volgende districten:
- Machiya
- Arakawa
- Nishi Ogu
- Nishi Nippori
- Higashi Ogu
- Higashi Nippori
- Minami Senju